# William Friese-Greene
William Friese-Greene (ur. 7 września 1855, zm. 5 maja 1921) – fotograf, wynalazca i pionier kina.

## Osiągnięcia
Opatentował 21 czerwca 1889 roku aparat, który umożliwiał robienie 10 zdjęć na sekundę na celuloidowej taśmie filmowej.